# Teoría de la acción
Entre las teorías sociológicas racionales en la materia algunas se fundamentan en la acción individual. Talcott Parsons expresó: En la acción está contenida toda la conducta humana en la medida en que el actor le asigna un sentido subjetivo (sentido mentado)
La esencia de una teoría de la acción es la descripción adecuada de las motivaciones y de las causas que promueven la acción social. No toda teoría sociológica la ubica como la variable de mayor relevancia. Este tipo particular de teoría sociológica se ha de vincular necesariamente a la Psicología social y por ello ha de utilizar, en forma implícita o explícita, el concepto de actitud.
A modo de ejemplo se resume brevemente por ser una teoría representativa del caso considerado, a la propuesta por Talcott Parsons y colaboradores. Tanto las funciones a cumplir por la teoría, las variables relevantes y los fundamentos psicológicos, han sido extractados a partir del libro de Parsons y colaboradores citado abajo.

Funciones a cumplir por la teoría:
1. Ayudará a la codificación del conocimiento concreto existente, y esto puede hacerse suministrando hipótesis generalizadas para la reformulación sistemática de hechos e ideas.
2. Deberá ser una guía para la investigación. Por medio de la codificación podremos localizar y definir más exactamente las fronteras de nuestro conocimiento y de nuestra ignorancia.
3. Facilitará el control de las distorsiones de observación e interpretación, que son fomentadas por la departamentalización de la educación e investigación en ciencias sociales.[1]

## Variables relevantes
La teoría general de la acción considera básicas las siguientes variables:
- Personalidad: Realiza la función del logro de metas mediante la definición de los objetivos del sistema y la movilización de los recursos para alcanzarlos.
- Sistema social: Se ocupa de la función de la integración, al controlar sus partes constituyentes.
- Sistema cultural: Cumple la función de proporcionar a los actores las normas y los valores que les motivan para la acción.
- Sistema orgánico: Cumple la función de adaptación al ajustarse o transformar el mundo externo.

Así como el individuo mantiene ideas y creencias que promueven determinadas acciones, en la sociedad existen conocimientos e información que conforman el sistema cultural promoviendo a su vez las distintas acciones individuales. La cultura y el sistema social influyen sobre las actitudes individuales, mientras que los individuos influyen sobre el sistema social y sobre la cultura. Para Parsons, la acción es la unidad elemental de la cual se ocupa la Sociología e involucra los siguientes elementos:
- El actor que cumple la acción.
- Una finalidad hacia la cual se orienta la acción.
- Una situación inicial de la cual se desarrollan nuevas líneas de acción, en las cuales tenemos las condiciones ambientales sobre las cuales el actor no tiene posibilidad de control y los medios sobre los cuales tiene posibilidad de control.
- Una orientación normativa de la acción que lleva al actor a preferir ciertos medios en lugar de otros, basándose en el sistema moral vigente en la sociedad. También puede haber orientaciones valorativas que conducen la orientación dependiendo de una escala de valores subjetivos.

## Fundamentos psicológicos
El modelo psicológico que sustenta la teoría de la acción es descrito por Edward C. Tolman y emplea las siguientes variables:

### Variables independientes
1. La situación de estímulo (E) que pueden ser físicas, sociales y también objetos y procesos culturales.
2. Estados correspondientes al despertar del impulso o al de la saciedad del mismo o a ambos.
3. Diferencias individuales producidas por variables tales como la herencia, la edad, el sexo y condiciones fisiológicas, tales como las ocasionadas por las drogas, las perturbaciones endocrinas y otras causas semejantes.

### Variable dependiente
La conducta (acción), se concibe como formada por respuestas (R) que definen sus significados de acción. En otras palabras, una acción o una conducta dadas tienen que ser identificadas y definidas sólo según las formas en que tienden a manipular o reordenar los objetos culturales, sociales o físicos que se hallan en relación con un actor determinado.

## Interpretación
Mientras que a veces se habla de la conducta de animales y hombres, considerando los aspectos biológicos, empleamos la palabra acción para designar la conducta humana asociada tanto con aspectos biológicos como culturales. Para interpretar en una forma simple el modelo psicológico propuesto, podemos decir que la Respuesta (acción) es proporcional tanto a la Actitud como al Estímulo.
La acción racional es aquella en la que el actor social obra de acuerdo con la relación medio-fin, o causa-efecto; buscando lograr fines o valores, más allá de que los logre, o no. La acción tradicional es aquella en la que el actor obra conforme a los preceptos o a lo esperado por la tradición vigente, mientras que la acción afectiva, es aquella en que obra movido por un sentimiento o afecto determinado. Todas ellas forman parte de la acción social.
El modelo propuesto por Talcott Parsons y sus colaboradores apunta, justamente, a ser una teoría general de la acción, de ahí que la idea general pueda ajustarse a cada caso particular. Ello se debe, seguramente, a que el proceso asociado a cada tipo de acción es coincidente para todos los casos. Todo parece indicar que la teoría general puede muy bien constituirse en el fundamento básico y concreto de todas las ciencias sociales. Como, incluso, provee de un modelo psicológico concreto, es posible que, en el futuro, pueda establecerse algún tipo de conexión con las conclusiones provenientes de las investigaciones en neurociencias.

## La causalidad como requisito de la acción
El hombre actúa porque es capaz de descubrir relaciones causales que provocan cambios y mutaciones en el universo. El actuar implica y presupone la categoría de causalidad. Sólo quien contemple el mundo a la luz de la causalidad puede actuar. Cabe, en tal sentido, decir que la causalidad es una categoría de la acción. La categoría medios y fines presupone la categoría causa y efecto o estímulo y respuesta.
Sin causalidad ni regularidad fenomenológica no cabría ni el raciocinio ni la acción humana. Tal mundo sería un caos, en el cual vanamente el individuo se esforzaría por hallar orientación y guía. El ser humano incluso es incapaz de representarse semejante desorden universal.

## Aspectos históricos
Las doctrinas de la acción más antiguas y generales son el marxismo y el pragmatismo, y a  ambos se los denominó “filosofía de la praxis”. En realidad ninguno de los dos es una teoría (sistema hipotético-deductivo) de la acción. Se trata únicamente de doctrinas que destacan la importancia de la práctica en la vida social.
Sostienen que la bondad de una teoría depende de sus frutos prácticos. Así, Friedrich Engels identificaba la verdad con el éxito y William James la reemplazó por el valor en efectivo. En realidad, la verdad (o la falsedad) es una propiedad de las proposiciones, o del conjunto de éstas, en tanto que la eficiencia sólo puede predicarse de las acciones humanas, las cosas artificiales o los procesos controlados por el hombre.